# Herrarnas sprint vid världsmästerskapen i skidskytte 2011
Herrarnas sprint vid VM i skidskytte 2011 avgjordes den 5 mars 2011 i Chanty-Mansijsk, Ryssland kl. 10:30 svensk tid (CET). Detta var herrarnas första individuella tävling på världsmästerskapet. Distansen var 10 km och innehöll två skjuttillfällen, ett i liggande och ett i stående. Varje missat skott gav en straffrunda. Guldmedaljör blev Arnd Peiffer, Tyskland.

## Tidigare världsmästare
| År   | Ort             | Mästare              |
| ---- | --------------- | -------------------- |
| 2006 | Pokljuka        | Tävlades inte i      |
| 2007 | Antholz         | Ole-Einar Bjørndalen |
| 2008 | Östersund       | Maksim Tjudov        |
| 2009 | Pyeongchang     | Ole-Einar Bjørndalen |
| 2010 | Chanty-Mansijsk | Tävlades inte i      |

## Resultat
| Placering | Namn                | Land      | Tid     | Straffrundor (L+S) |
| --------- | ------------------- | --------- | ------- | ------------------ |
| 1         | Arnd Peiffer        | Tyskland  | 24:34,0 | 1 (0+1)            |
| 2         | Martin Fourcade     | Frankrike | 24:47,0 | 2 (2+0)            |
| 3         | Tarjei Bø           | Norge     | 27:59,2 | 1 (1+0)            |
| 4         | Andrej Makovejev    | Ryssland  | 25:04,0 | 0 (0+0)            |
| 5         | Emil Hegle Svendsen | Norge     | 25:04,4 | 2 (1+1)            |
| 6         | Andreas Birnbacher  | Tyskland  | 25:05,8 | 1 (0+1)            |
| 7         | Christoph Stephan   | Tyskland  | 25:08,8 | 1 (1+0)            |
| 8         | Edgars Piksons      | Lettland  | 25:16,9 | 1 (1+0)            |
| 9         | Michael Greis       | Tyskland  | 25:27,4 | 2 (1+1)            |
| 10        | Andrij Deryzemlja   | Ukraina   | 25:28,9 | 1 (0+1)            |
| 11        | Fredrik Lindström   | Sverige   | 25:31,5 | 1 (0+1)            |
| 12        | Michal Šlesingr     | Tjeckien  | 25:32,9 | 1 (1+0)            |
| 13        | Simon Fourcade      | Frankrike | 25:33,3 | 1 (0+1)            |
| 14        | Lars Berger         | Norge     | 25:37,7 | 2 (1+1)            |
| 15        | Klemen Bauer        | Slovenien | 25:37,8 | 2 (1+1)            |